# NGC 4795
NGC 4795 est une galaxie spirale barrée située dans la constellation de la Vierge. Sa vitesse par rapport au fond diffus cosmologique est de 3 105 ± 23 km/s, ce qui correspond à une distance de Hubble de 45,8 ± 3,2 Mpc (∼149 millions d'al). NGC 4795 a été découverte par l'astronome germano-britannique William Herschel en 1784.
NGC 4795 présente une large raie HI.
Selon Abraham Mahtessian, NGC 4795 et NGC 4796 forment une paire de galaxies. La distance entre ces deux galaxies est d'environ 18 millions d'années-lumière et il pourrait donc s'agir d'une paire purement optique. Cependant, considérant les incertitudes sur les distances, il se pourrait que ce soit une paire physique. D'ailleurs, le professeur Seligman mentionne que NGC 4796 est déformé par son interaction avec NGC 4795 et que ces deux galaxies pourraient en former une seule dans le futur.